# Dumbrăveni, Vaslui
Dumbrăveni este un sat în comuna Gârceni din județul Vaslui, Moldova, România. Se află în partea de nord-vest a județului,  în Colinele Tutovei. Are o biserică din lemn veche de 350 de ani, monument istoric.

## Monumente
- Biserica de lemn din Dumbrăveni, Vaslui